# Північно-Кавказька операція (1918—1919)
Північно-Кавказька операція - бойові дії на Північному Кавказі в ході громадянської війни в Росії в 1918-1919 роках.

## Освіта Північно-Кавказького театру бойових дій
Виниклий ще за Керенського кубанський уряд після Жовтневої революції приступив до формування місцевої Добровольчої армії. У той самий час на Кубані почали організовуватися радянські вогнища, частково з «іногороднього» населення, з частин старої армії Кавказу, що відходила з Кавказького фронту, і з моряків Чорноморського флоту. Ці загони роззброїли у своїх районах козаків, ворожих до радянської влади. Частина козацтва пішла у гори, утворюючи білогвардійські партизанські загони.
Через висування німецьких та австро-угорських військ на Україну та заколоту Краснова на Дону численні більшовицьки налаштовані залишки Кавказького фронту не могли вільно пробратися до центральної Росії та осіли на Північному Кавказі. Вони не були об'єднані єдиним військовим управлінням, не було також єдності і в адміністративно-політичному відношенні (у цей час на Північному Кавказі існувало чотири республіки (згодом об'єдналися в Північно-Кавказьку Радянську Республіку РРФСР): Кубанська, Чорноморська, Ставропольська і Терека із радянських командувачів ворогували не лише між собою, а й із центральними виконавчими комітетами тих республік, на території яких знаходилися.
Значна частина радянських військ виявилася скутою боротьбою з козаками Таманського півострова, яким на допомогу прийшли німецькі війська. Інші радянські сили, основною масою яких командував Сорокін Іван Лукич, знаходилися в трикутнику Азов — Батайськ — Тихорецька, маючи також сильні гарнізони на станції Великокняжої та в Катеринодарі. Загальна чисельність більшовицьких загонів і дезертирів з Кавказького фронту на Північному Кавказі (з усіма гарнізонами) сягала 80-100 тисяч жителів.

## Наступ Добровольчої армії влітку 1918 року
Генерал Денікін, відкинувши пропозицію Донського командування про спільний наступ на Царицин і з огляду на внутрішній стан Північного Кавказу, поставив собі приватне завдання: визволення від радянських військ Задонья і Кубані. Виконання цього завдання давало Добровольчій армії вільну від німецького впливу, забезпечену та багату базу для руху на північ. На той момент у Добровольчій армії було близько 8-9 тисяч бійців. Планувалося спочатку захопити торговельну станцію для припинення залізничного зв'язку Північного Кавказу з центрально Росією, а потім — удар на станцію Тихорецька. Після її захоплення Денікін планував забезпечити себе з півночі та півдня захопленням станцій Кущівки та Кавказької, після чого рушити на Катеринодар.
25 червня Добровольча армія оволоділа станцією Торгова і рушила на Великокнязівську з метою сприяння Донській армії з оволодіння Сальським округом, що мало забезпечити її з боку Царицина. 28 червня Великокнязівську було взято, і після двотижневої зупинки 10 липня Добровольча армія повернула на південь на Тихорецьку. Спочатку було розбито окремі загони групи Калніна, а потім у районі Тихорецької Добровольча армія завдала 13 липня сильної поразки її основним силам. Зі взяттям Тихорецької Добровольча армія отримала можливість розвивати подальші операції у трьох напрямках, а окремі групи радянських військ виявилися остаточно роз'єднані.
Стратегічне становище червоних військ на Північному Кавказі погіршилося ще й у зв'язку з повстанням терських козаків, що спалахнуло наприкінці червня, що швидко охопило район Моздок — Прохолодна; на початку серпня повсталим навіть вдалося тимчасово захопити Владикавказ.
Поповнившись рахунок мобілізації кубанських козаків до 20 тисяч жителів, Денікін вирішив розбити армію Сорокіна, навіщо направив на станцію Кущівку загін 8-10 тисяч жителів, на станцію Кавказька (для забезпечення з боку Ставрополя) — загін 3-4 тисячі людина, а на Катеринодарський напрямок — загін Дроздовського у 3 тисячі осіб. У свою чергу Сорокін зосередив сили під Кущівкою, а в Катеринодар стягував підкріплення з Таманського півострова.
16 липня Добровольча армія перейшла у наступ за трьома напрямками відразу. Сорокін оборонявся під Кущівкою до 23 липня, після чого відійшов на станцію Тимашевська. Доручивши переслідування армії Сорокіна кінноті, Денікін почав зосереджувати сили на Катеринодарському напрямі. Армавірська група Добровольчої армії під командуванням генерала Боровського ще 18 липня опанувала станцію Кавказька, роз'єднавши таким чином Катеринодар, Армавір та Ставрополь. Користуючись цим, 21 липня білий партизан Шкуро опанував Ставрополя, а 27 липня впав Армавір. Денікін перейшов у наступ на Катеринодар, але тим часом армія Сорокіна сама перейшла в наступ на тили Добровольчої армії, прямуючи від Тимашевської в район Коренівська - Висілки. Денікін був змушений звернутися проти Сорокіна, і лише вийшовши 6 серпня із цього небезпечного становища відновити наступ на Катеринодар, який було взято 16 серпня. Армія Сорокіна відійшла за річки Кубань і Лабу, втративши зв'язок із червоною Таманською армією. Тим часом, червоні війська в Ставропольському районі відбили Армавір.
Таманська армія, що налічувала 25 тисяч чоловік, під керівництвом Ковтюха і Матвєєва рушила на Новоросійськ, покинутий при її наближенні німецько-турецьким десантом. Звідти вона попрямувала узбережжям на Туапсі, куди прибула 1 вересня. Вибивши з Туапсе грузинський загін, Таманська армія вирушила вздовж залізниці на Армавір. Після завзятих боїв із кубанською кіннотою 17 вересня Таманська армія з'єдналася під Армавіром з армією Сорокіна.
Денікін, чиї сили зросли до 35-40 тисяч жителів, прагнув затиснути армію Сорокіна між Кавказьким передгір'ям і річкою Кубань. Прибуття Таманської армії покращило стратегічне становище армії Сорокіна. 26 вересня таманці знову відбили Армавір у білих і відкинули на Майкопському напрямку кінноту білих, що встигла переправитися через Лабу. У той же час загони зі Ставропольської групи червоних турбували станцію Торгова, погрожуючи тиловим повідомленням Добровольчої армії, яка була змушена відтягнути в цей район значні сили.

## Бої восени 1918 року
З'єднавшись, червоні армії самі почали готуватися до переходу наступ. Командарм Таманської армії Матвєєв пропонував завдати головного удару на Кавказьку станцію, щоб надалі або діяти проти Катеринодара, або встановити зв'язок з 10-ю червоною армією в районі Царицина. Головком Сорокін, на думку якого приєдналася реввоєнрада Північного Кавказу, вважав за необхідне оволодіти Ставрополем і закріпитися там, тримаючи зв'язок із центром через Святий хрест на Астрахань. Думка Сорокіна перемогла, за небажання підкоритися розпорядженню реввоєнради Матвєєва було розстріляно.
Після перегрупування Таманська армія 23 жовтня вирушила зі станції Невинномиська і в ніч на 30 жовтня оволоділа Ставрополем. Тим часом головком Сорокін повстав проти Реввійськради Північного Кавказу, віроломно розстрілявши кілька його членів, після чого, оголошений поза законом, утік, був заарештований у Ставрополі і застрелений до суду над ним одним із командирів полків Таманської армії.
Користуючись відволіканням головної маси радянських військ на Ставропольський напрямок кубанська Добровольча армія знову перейшла в наступ і 31 жовтня збивши червоний заслін на Армавірському напрямку, 4 листопада розпочала операцію з оволодіння Ставрополем. 14 листопада Таманська армія була змушена розпочати відступи, і 20 листопада закріпилася на фронті Петрівська – Донська балка – Висоцька; до неї прибудували частини колишньої армії Сорокіна, простягнувши свій лівий фланг до станції Мінеральні Води.
У тилу фронту війська на чолі з Орджонікідзе та Левандовським придушили повстання козаків Терської області. 10 листопада радянські війська зайняли Прохолодну і Моздок, незабаром після цього був звільнений від облоги Кізляр і зайнятий Грозний.

## Реорганізація радянських військ та зимовий наступ
Після вторинного залишення Ставрополя сили Таманської армії та колишньої армії Сорокіна були зведені до 11-ї армії, яка розташувалася на фронті Заповітне — Петрівське — Ремонтне — Приютне — Суха Буйвола — Дубовий — Курсавка — Воровськоліська — Кисловодськ — Нальчик. Фронт від Грозного через Кизляр до станції Теречне займала слабка 12-та армія. 8 грудня 1918 року обидві армії увійшли до складу окремого Каспійсько-Кавказького фронту. Оскільки основною базою фронту була Астрахань, відокремлена 400 км пустелі, нормального кругообігу вантажів між фронтом і тиловою базою встановити зірвалася.
19 грудня 1918 року Головне командування РСЧА поставило перед фронтом завдання: розвинути наступ на Тихорецькому та Владикавказькому напрямках, остаточно закріпити за собою Кизлярський район, після чого, спираючись на підтримку флоту, розвивати наступ на Петровськ - Темір-Хан-Шура та Дербент. угоду з гірськими племенами. Угруповання сил фронту дозволило зосередити всю увагу лише наступі на Тихорецькому і Владикавказькому напрямах. Підготовка до операції зайняла всю другу половину грудня; білі війська у своїй атакували правий фланг радянських військ зі Ставропольського району, трохи потіснивши їх у районі Манича.
2 січня 1919 року почався наступ на лівому фланзі радянських військ. Був зайнятий Баталпашинськ, але потім наступ зупинився, і 11-а армія відійшла у вихідне становище, спробувавши 14 січня закріпитися на рубежі Святий Хрест - Мінеральні Води - Кисловодськ. Її правофлангова 4-а дивізія, отримавши сильний удар від супротивника в районі станції Подяка, відірвалася від головних сил і відійшла частиною сил на Елісту, а частиною на Яшкуль. Дві бригади 3-ї стрілецької дивізії самовільно відійшли у напрямках, що розходяться (на Подяке та Саблінське), що дозволило білим перетворити початковий успіх своєї контратаки на загальну поразку 11-ї армії. Поразка 11-ї армії викликала відступ 12-ї армії на Астрахань. У березні Кавказько-Каспійський фронт РСЧА був розформований, а 11-а та 12-а армії були зведені в одну, яка отримала 11-й номер.